# Радост Европе
Радост Европе је најзначајнија манифестација посвећена деци Европе. Установљена је 1969. године поводом Светског дана детета, први пут је трајала од 3. до 7. октобра 1969. године.
Давне 1968. године, редакција “Сусрети четвртком” тадашњег Дома пионира, а данас Дечјег културног центра Београд, на челу са Донком Шпичек, покренула је иницијативу код надлежних органа града Београда да се организује међународна дечја манифестација под називом “Радост Европе”.
Сваке године се организује у Београду почетком октобра. - Светски дан детета. На трговима, улицама и у дворанама града Београда, деца Европе приказују музику, игру, културу и обичаје своје земље. Кроз песму и игру деца од 7 до 14 година се упознавају, забављају и друже. Игра, песма, другарство, разумевање другог и другачијег, дечје стваралаштво, синоними су за “Радост Европе”.
Карневал у центру града, Сусрети пријатељстава, Међународни ликовни конкурс са својом завршном изложбом, забавни програм на Ади Циганлији, Гала концерт у Центру „Сава" и велика заједничка журка програмски су сегменти манифестације, који обогате сваке године културну понуду града, а деци пруже прегршт могућности за забаву и дружење.
Улога породице и школа деце домаћина немерљива је за организацију манифестације. Скоро да нема земље у Европи чија деца нису била учесници манифестације “Радост Европе”.